# GRID 2
GRID 2 — компьютерная игра в жанре гоночной аркады, разработанная компанией Codemasters. Является сиквелом игры Race Driver: GRID, вышедшей пятью годами ранее. Изначально игра была выпущена на платформах Microsoft Windows, Xbox 360 и PlayStation 3. Её релиз состоялся 28 мая 2013 года в Северной Америке, а спустя пару дней GRID 2 добралась до Европы и Австралии. 25 сентября того же года компания Feral Interactive выпустила версию Reloaded Edition для OS X. Дистрибьютором GRID 2 на территории Российской Федерации стала компания 1С-СофтКлаб: игра не была переведена на русский язык, однако переводу подверглась документация.
Как и в первой части серии, в GRID 2 игроки могут участвовать в различных гоночных соревнованиях, среди которых встречается дрифт, гонки на время, гонки на выбывание и другие. Игрокам доступен богатый автопарк, поделённый на несколько классов, а также множество трасс, как реальных, так и вымышленных. Игрок может проходить карьеру, настраивать свои собственные одиночные заезды и чемпионаты, а также участвовать в сетевых соревнованиях. Ещё имеется возможность настраивать ливрею своих автомобилей. Для игры было выпущено несколько дополнений, которые расширяли ассортимент трасс и автомобилей.
В отличие от Race Driver: GRID, вторая часть могла похвастаться значительно обновившейся графикой, улучшенной физикой, усовершенствованной моделью повреждений и новым освещением. При этом, в игре не появились некоторые элементы прошлой части, вроде вида из кабины, а также возможности развивать свою собственную команду. Значительно преобразился и список трасс, откуда пропали многие реальные автодромы. В GRID 2 разработчики сделали ставку на живописные локации: оживлённые мегаполисы, горные серпантины, красивые реально существующие автодромы. Игра получила преимущественно позитивный приём в прессе, а также понравилась игрокам. Спустя год была выпущена следующая часть серии — GRID Autosport. Весной 2019 года были приостановлены продажи GRID 2 в цифровых магазинах.

## Игровой процесс
GRID 2 представляет из себя аркадную гоночную видеоигру. Игрок может соревноваться с компьютерными противниками или другими игроками в дисциплинах «Гонка», «Гонка на время», «Дрифт», «Элиминатор», «Обгон», «Тогу», «Faceoff», «Контрольная точка», «Выносливость» и «Гонки на выживание» (последняя дисциплина была добавлена в DLC). Основным одиночным режимом игры является «Карьера», в которой приходится соревноваться с компьютерными противниками в вышеупомянутых дисциплинах (за исключением гонок на выживание). Сложность противников можно выбирать в настройках. Прохождение карьеры позволяет игроку открывать новые автомобили, трассы и дисциплины. Это может пригодится в режиме «Пользовательское событие», где можно настроить гонку или чемпионат на свой вкус. Последним однопользовательским режимом GRID 2 является «Timeline», в котором можно переигрывать уже пройденные события из режима «Карьеры». Многопользовательские соревнования делятся на несколько типов: «Онлайн», «Глобальный вызов» и «Соперники». В игре также есть отдельный режим для совместной игры на разделённом экране.

### Трассы
Места, в которых игроки могут соревноваться в GRID 2, можно поделить на три категории: города, гоночные трассы и горные дороги. Городские гонки проходят в таких известных местах как Париж, Барселона, Чикаго, Майами и Дубай. Все городские трассы богато наполнены местными достопримечательностями. В городах, как и на автогоночных трассах, гонки проходят по закольцованным маршрутам. В игре доступно 7 реальных автодромов. Изначально это были Яс Марина в Арабских Эмиратах, австрийский Ред Булл Ринг, португальский Алгарве, британский Брэндс-Хэтч и американский Индианаполис. Затем посредством дополнений в игре появились легендарные трассы Маунт Панорама и Спа-Франкоршам. Горные дороги также расположены в красочных и запоминающихся местах: побережье Калифорнии, Окутамские горы, извилистые дороги Гонконга и Лазурное побережье. Все гонки на трассах этой категории представляют собой заезды из точки «А» в точку «Б». Для каждой из представленных в игре трасс существует несколько разных маршрутов, а также возможность выбора между светлым и тёмным временем суток.

## Отзывы и критика
| Сводный рейтинг       | Сводный рейтинг            |
| Агрегатор             | Оценка                     |
| --------------------- | -------------------------- |
| GameRankings          | PS3: 80,96 % X360: 78,54 % |
| Русскоязычные издания |                            |
| Издание               | Оценка                     |
| Absolute Games        | 80 %                       |
| PlayGround.ru         | 9,2/10                     |
| Riot Pixels           | 69/100                     |
| StopGame.ru           | Похвально                  |
| «Игромания»           | 8,0/10                     |
| «Игры Mail.ru»        | 9,5/10                     |

После выхода GRID 2 получила в целом положительные отзывы критиков. Веб-сайт сводных обзоров Metacritic предоставил версию для ПК 80/100, версию 82/100 для PlayStation 3 и версию 78/100 для Xbox 360.
Игра заняла третье место в номинации «Гонка года» (2013) журнала «Игромания».
Летом 2018 года, благодаря уязвимости в защите Steam Web API, стало известно, что точное количество пользователей сервиса Steam, которые играли в игру хотя бы один раз, составляет 1 498 449 человек.